# Branzá
Branzá (llamada oficialmente Santa Locaia de Branzá) es una parroquia y aldea española del municipio de Arzúa, en la provincia de La Coruña, Galicia.

## Otras denominaciones
La parroquia también es conocida por el nombre de Santa Leocadia de Branzá.

## Entidades de población
Entidades de población que forman parte de la parroquia:
- Bar
- Bayobre (Baiobre)
- Branzá
- Branzaílla
- Carral
- Cornado
- Coto (O Coto)
- Follenza
- Iglesia (A Igrexa)
- Os Catro Ventos
- Loureiros
- Retorno

## Despoblado
Despoblado que forma parte de la parroquia:
- Piñeiro (O Piñeiro)

## Demografía

### Parroquia
| Gráfica de evolución demográfica de Branzá (parroquia) entre 2000 y 2018 |
|                                                                          |
| Datos según el nomenclátor publicado por el INE.                         |

### Aldea
| Gráfica de evolución demográfica de Branzá (aldea) entre 2000 y 2018 |
|                                                                      |
| Datos según el nomenclátor publicado por el INE.                     |